# بيوتر فيودوروف
بيوتر فيودوروف (بالروسية: Пётр Петрович Фёдоров)‏ هو كاتب سيناريو ومخرج وممثل روسي (وحمل سابقاً جنسية الاتحاد السوفيتي)، ولد في 21 أبريل 1982 بموسكو في روسيا. بدأ مشواره المهني سنة 2000.

## أعمال

### أفلام
- (2013) ستالينغراد
- (2015) الفجر هنا هادئ

## وصلات خارجية
- بيوتر فيودوروف على موقع IMDb (الإنجليزية)
- بيوتر فيودوروف على موقع قاعدة بيانات الفيلم (الإنجليزية)
- بيوتر فيودوروف على موقع كينوبويسك (الروسية)